# Варвара Акарі
Варвара Аврійо, в шлюбі Акарі, у постригу Марія від Втілення (фр. Marie de l'Incarnation, 1 лютого 1566, Париж, Франція — 18 квітня 1618 року, Понтуаз, Франція) — блаженна Римо-католицької церкви, монахиня Ордену Босих Кармеліток, мати і засновниця Кармеля у Франції.

## Біографія
Варвара Аврійо народилася в Парижі у Франції 1 лютого 1566 року в сім'ї дворян Нікола Аврійо — шевальє де Шамплетре і Марії Льюльєр. Виховання і освіту її було довірено черницям з Конгрегації Менших Сестер Гуміліаток Нашої Пані в монастирі Лонжшамп. У 1580 році Варвара повернулася додому до багатого маєтку під Парижем.
Попри бажання дочки присвятити себе чернечому покликанню, в 1582 році батьки віддали її в шлюб з Петром Акарі — віконтом де Віллемора — шевальє де Монброста і де Ронсеней. Варвара народила шістьох дітей, з яких тільки один син одружився і залишився мирянином, а два сини і три дочки прийняли чернецтво. Через громадську позицію чоловіка, не бажаючого визнавати право протестанта Генріха IV на трон Франції у 1590 році сім'я зазнала вигнання з Парижа. Акарі знайшли притулок у родичів де Берюлей.
У 1598 році їм повернули статок і дозволили повернутися з вигнання. Незабаром їх будинок у Парижі став місцем, де збиралися найкращі представники суспільства столиці, наприклад, священник з Нормандії Іоанн Квінтанадуанас де Бретіньї, який першим у Франції вступив у реформовану гілку кармелітів. У 1602 році духівником Варвари став святий Франциск Салезький, який звернув її увагу на босих кармеліток.
У 1601 році їй було видіння, в якому свята Тереза Авільська благословила Варвару заснувати монастирі своїх черниць у Франції. 29 серпня 1604 року з Іспанії на запрошення родича Варвари — кардинала П'єра де Берюля до Франції прибули перші босі кармелітки, серед яких були Анна від Святого Варфоломія та Анна від Ісуса. 18 жовтня того ж року відкрилася перша обитель босих кармеліток у Франції — монастир Втілення в Парижі, черницями якого стали вихованки Варвари. Незабаром всі її дочки прийняли постриг в цьому монастирі. У наступні два роки вона заснувала монастирі в Понтуазі, Діжоні, Ам'єні і Турі.
У 1613 році Варвара овдовіла. 7 квітня 1614 року, Варвара, витримавши траур по чоловікові, поступила в монастир босих кармеліток в Ам'єні і прийняла нове ім'я Марії від Втілення. Через ослабле здоров'я 7 грудня 1616 року її перевели в монастир в Понтуаз. Тут після довгої хвороби Варвара померла в Великодній день — 18 квітня 1618 року.

## Шанування
Папа Римський Пій VI 5 червня 1791 року зарахував її до лику блаженних. Літургійна пам'ять звершується 18 квітня.
Мішель де Марільяк звів мавзолей до церкви Кармеля із мармуру, який був даним королевою Марією Медічі. Осередок, де померла сестра, була перетворений в каплицю у тридцятих роках XVII століття.
З 1622 року її син П'єр Акарі почав збирати необхідні документи для початку процесу беатифікації, але вона відбулася в Римі у кінці вісімнадцятого століття. Три її дочки були також босими кармелітками і Маргарита Акарі (1590—1660), була настоятелькою громади Ам'єна під іменем Маргарити від Святих Таїн.